# Joe Weatherly
Joseph Herbert Weatherly (29 de mayo de 1922, Norfolk, Virginia – 19 de enero de 1964, Riverside, California), más conocido como Joe Weatherly, fue un piloto de automovilismo de velocidad estadounidense. Participó en 230 carreras de la NASCAR Grand National Series entre 1952 y 1964. Fue campeón de la categoría en 1962 y 1963, donde acumuló 25 victorias y 105 top 5.

## Carrera
Durante la adolescencia, se mostró interesado en el motociclismo. De joven, Weatherly consiguió un empleo, trabajando como repartidor motociclista para una farmacia. Comenzó a competir en carreras locales en los inicios de los 1940. Después de servir para el Ejército en la Segunda Guerra Mundial, regresó a la competición.
Triunfó en tres eventos nacionales de la American Motorcycle Association (AMA) entre 1946 y 1950, incluyendo la prestigiosa 100 Millas de Laconia en 1948.
Weatherly hizo la transición a los stock cars en 1950. Ganó su primer evento de modificados en la que participó. Consiguió 49 victorias en 83 carreras. En 1952 ganó la Corona Nacional de NASCAR Modified, y otra vez ganó 49 de las 83 que participó. Weatherly ganó 52 carreras en 1953 y defendió con éxito el título.
En 1956 Weatherly participó en la NASCAR Grand National Series en un calendario parcial de 17 carreras, la mayoría de ellas con un Ford de Charlie Schwam, logrando 6 top 5 y 12 top 10. Al año siguiente, disputó 4 fechas para Pete DePaolo y 10 para Holman Moody, obteniendo 5 top 5. En 1958, ganó en Nashville logrando su primera victoria en la NASCAR Grand National, y en total obtuvo 5 top 5 en 15 carreras. Weatherly logró seis top 5 y 10 top 10 en 1959, manejando un Ford de Doc White.
En 1960, Weatherly obtuvo 3 victorias y 7 top 5 en un Ford de Holman Moody, concluyendo 20º en el campeonato. En 1961, Weatherly pasó a conducir un Pontiac de Bud Moore. Resultó cuarto con 9 victorias y 14 top 5, a pesar de completar la mitad del calendario.
Al año siguiente, participó regularmente en la NASCAR Grand National. Pilotando un Pontiac de Bud Moore, obtuvo 9 victorias y 39 top 5 en 52 carreras para consagrarse campeón de la categoría. En 1963, corrió para 9 equipos en total, la mayoría de carreras para Bud Moore. Se consagró campeón ese año 3 victorias y 20 top 5.

## Muerte
En las primeras cuatro carreras de 1964, Weatherly logró 2 top 5. 
En la quinta fecha en Riverside, sufrió un accidente en la que terminó falleciendo a causa de lesiones en la cabeza. 
Su coche se salió recto en una curva a la derecha, y terminó golpeando un muro de contención. La cabeza del piloto golpeó el marco A y chocó fuertemente también contra el muro, matándolo instantáneamente. 
Weatherly tan sólo estaba protegido por un cinturón ventral, y no tenía una red de seguridad en la ventanilla instalada en su vehículo, porque tenía miedo de quedar atrapado en el caso de que su coche se viese envuelto en llamas.